# Neofyt
Neofyten of synantrope planten zijn planten die zich als exoten in historisch tijd met hulp van de mens hebben gevestigd. Ze worden als groep onderscheiden op grond van de mate van inburgering en tijdstip van vestiging.
De neofyten omvatten efemere planten en nieuw ingeburgerde soorten:
- efemere planten (efemerofyten) zijn exoten die niet zijn ingeburgerd. Efemere planten kunnen hun volledige levenscyclus niet voltooien of zich op meer dan één plaats gedurende een reeks van jaren handhaven zonder directe hulp van de mens. Voorbeelden van efemerofyten in West- en Midden Europa zijn:[1] zonnebloem (Helianthus annuus), slaapbol (Papaver somniferum), kanariezaad (Phalaris canariensis), tomaat (Solanum lycopersicum) en (wol)adventieven of pothoofdplanten.
- nieuw ingeburgerde planten zijn agriofyten met epoecofyten, maar zonder de archeofyten. Voorbeelden van nieuw ingeburgerde soorten in West- en Midden Europa zijn:[1] kalmoes (Acorus calamus), aardpeer (Helianthus tuberosus), klein springzaad (Impatiens parviflora), cranberry (Oxycoccus macrocarpos), Canadese fijnstraal (Conyza canadensis), kaal knopkruid (Galinsoga parviflora), harig knopkruid (Galinsoga ciliata), echte kamille (Matricaria recutita), draadereprijs (Veronica filiformis), grote ereprijs (Veronica persica)

Neofyten
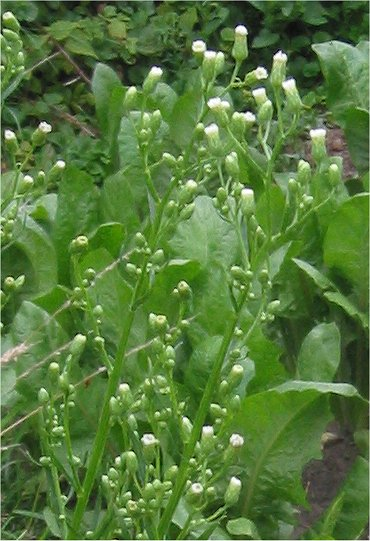
Canadese fijnstraal
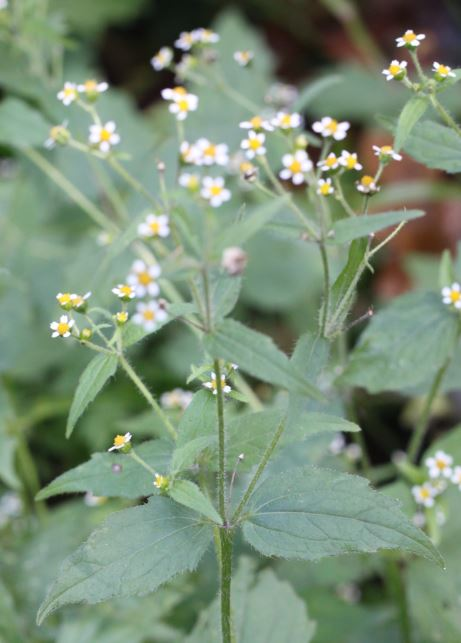
Harig knopkruid
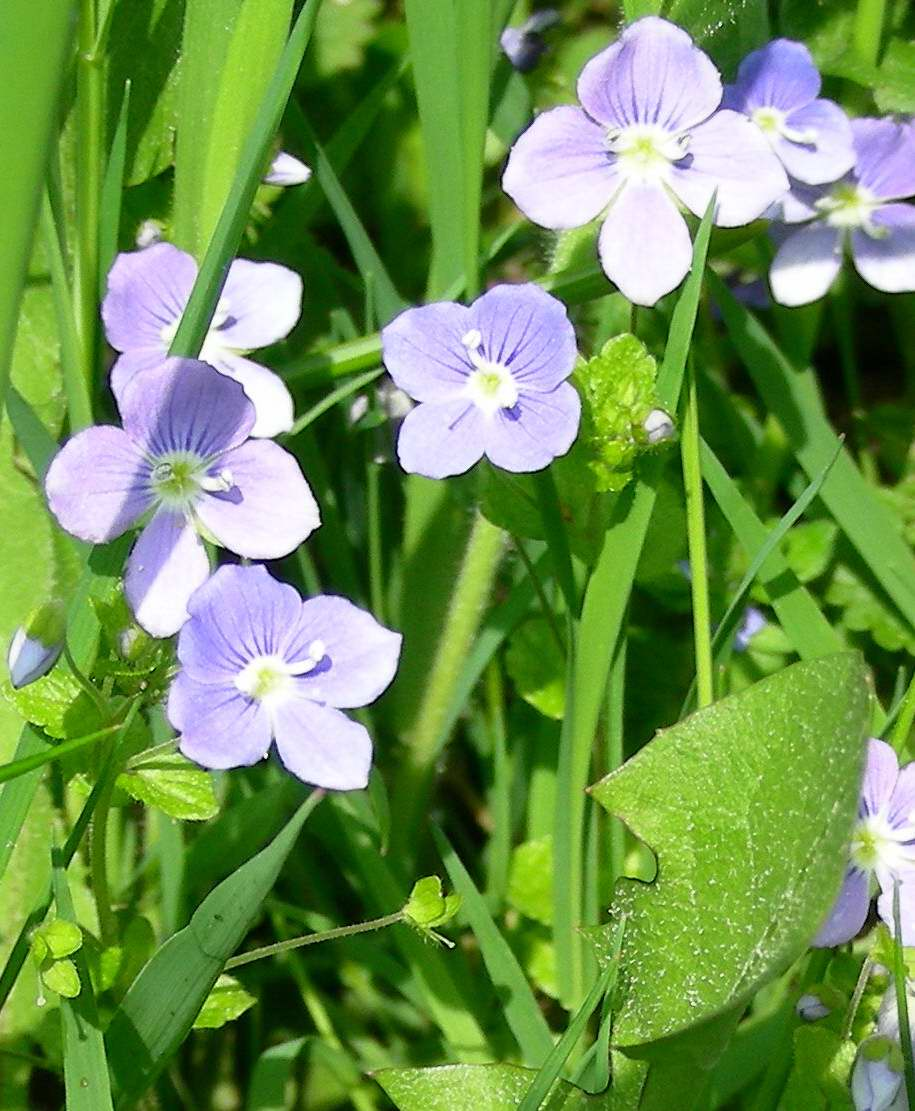
Draadereprijs
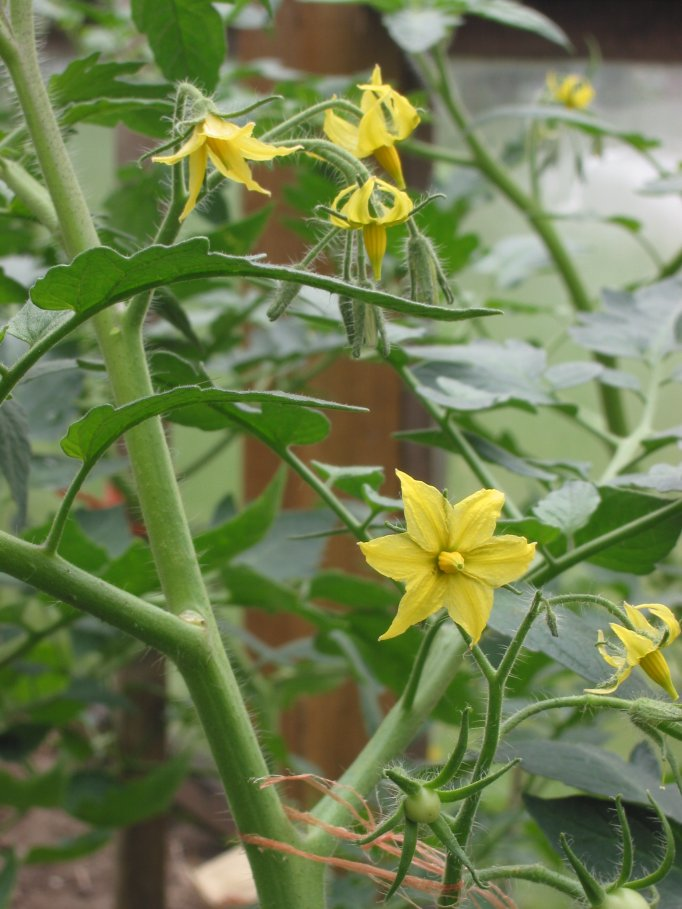
Tomaat
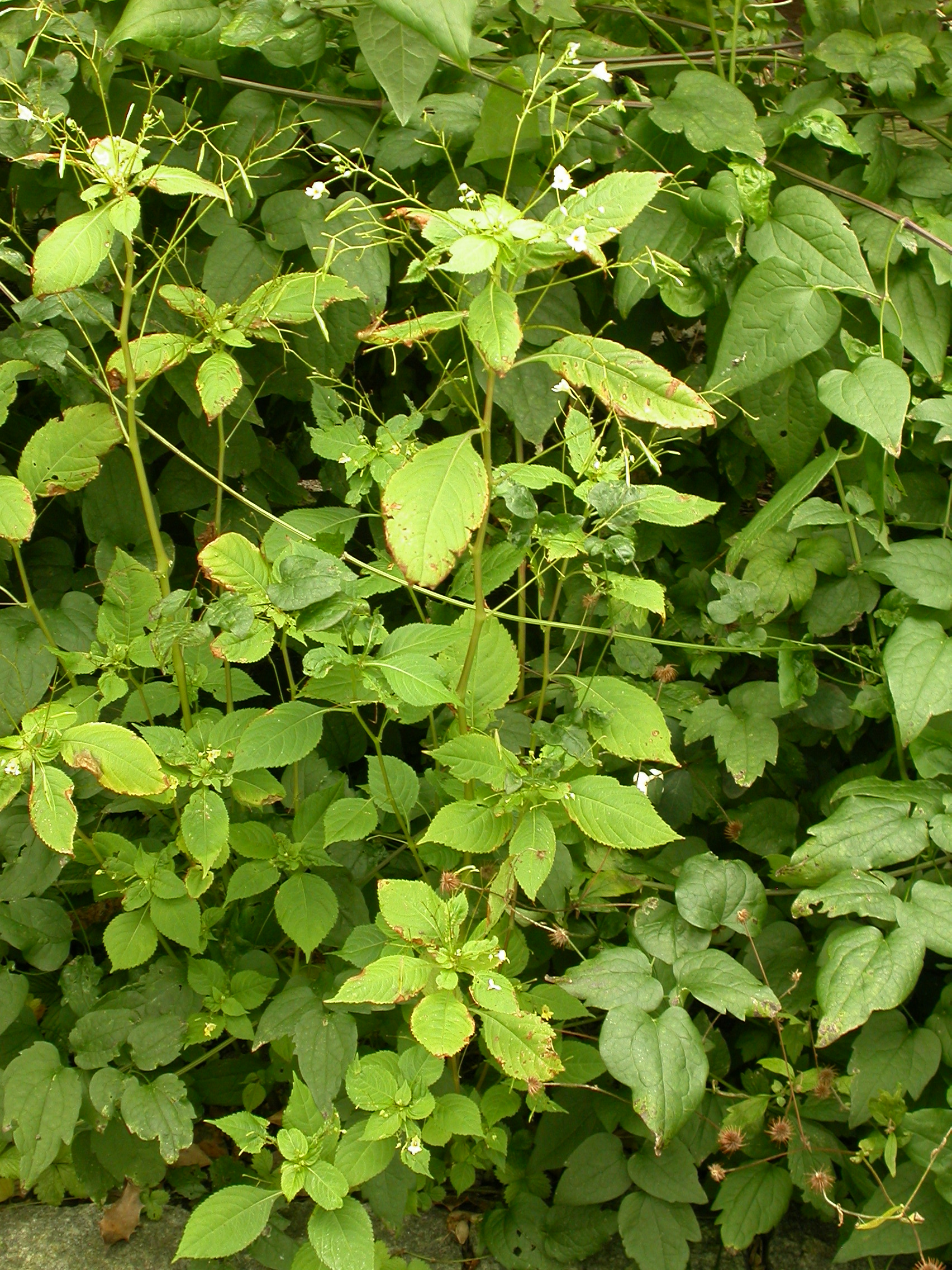
Klein springzaad
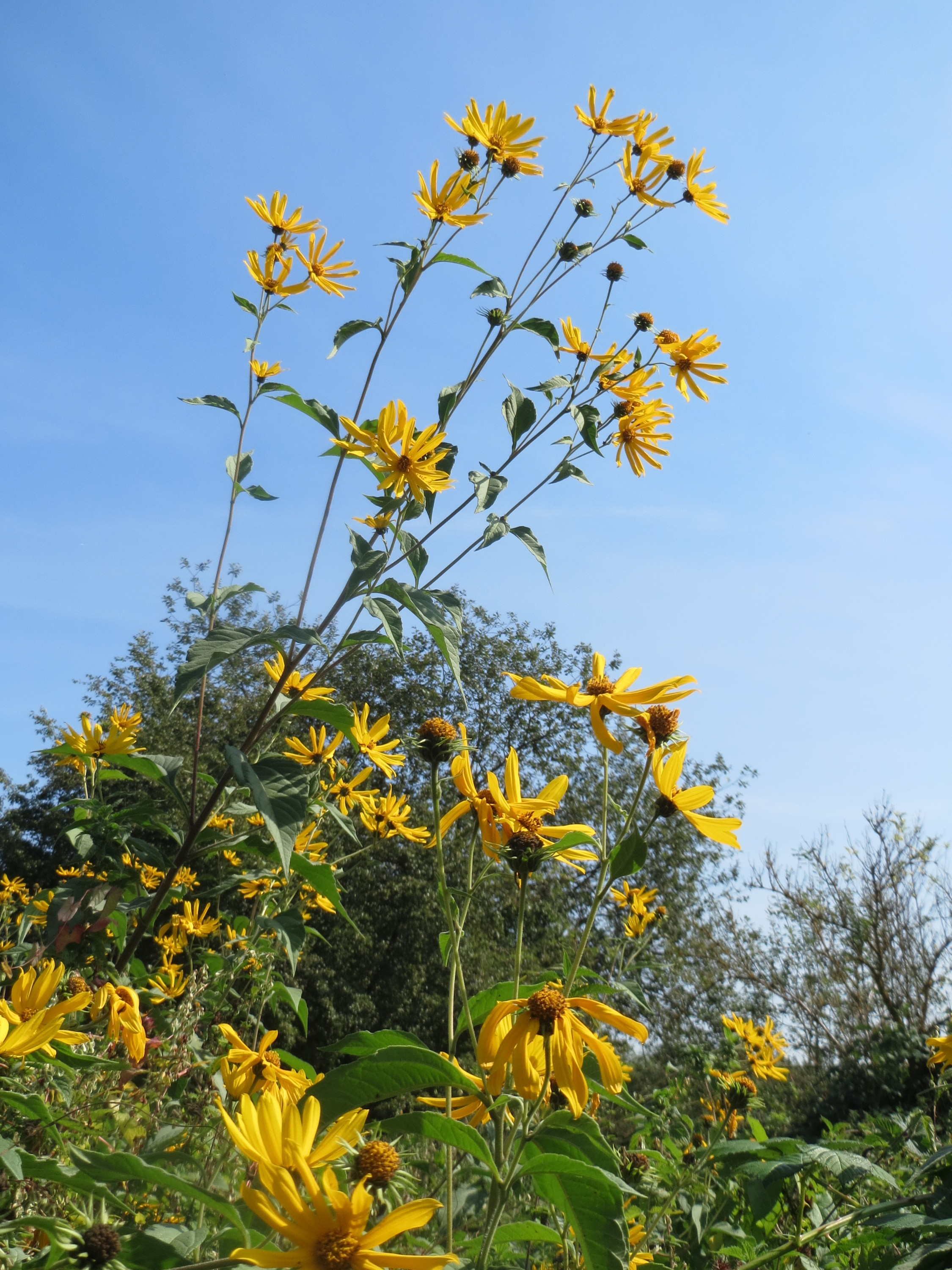
Aardpeer of topinamboer

Vooral neofyten staan in de belangstelling, bijvoorbeeld een groep van waterplanten. Het Team Invasieve Exoten van de Nederlandse Voedsel- en Warenautoriteit (NVWA) van het Ministerie van Landbouw, Natuur en Voedselkwaliteit (LNV) heeft samen met de stichting Floron een geactualiseerde herdruk van de veldgids Invasieve waterplanten in Nederland verspreid onder Floron-waarnemers. Waarnemingen worden verzameld in de Nationale Databank Flora en Fauna (NDFF). Deze kunnen door de terrein- of waterbeheerder worden gebruikt bij de afweging of een exoot bestreden zal worden om de schade aan leefomgeving en biodiversiteit te beperken.